# Ronde van Frankrijk 1909
| Route van de Ronde van Frankrijk 1909 met start in Parijs. |                       |            |
| Eindklassement                                             |                       |            |
| Eerste                                                     | François Faber        | 37 punten  |
| Tweede                                                     | Gustave Garrigou      | 57 punten  |
| Derde                                                      | Jean Alavoine         | 66 punten  |
| Vierde                                                     | Paul Duboc            | 70 punten  |
| Vijfde                                                     | Cyrille Van Hauwaert  | 92 punten  |
| Zesde                                                      | Ernest Paul           | 95 punten  |
| Zevende                                                    | Constant Ménager      | 102 punten |
| Achtste                                                    | André Blaise          | 166 punten |
| Negende                                                    | Louis Trousselier     | 114 punten |
| Tiende                                                     | Aldo Bettini          | 142 punten |
| Rode Lantaarn                                              | Georges Devilly (55e) | 713 punten |
| Ploegenklassement Alcyon                                   |                       |            |
| Tweede                                                     | ?                     | -          |
| Derde                                                      | ?                     | -          |

De 7e editie van de Ronde van Frankrijk werd gehouden van 5 juli tot 1 augustus 1909.
- Aantal etappes: 14
- Totale afstand: 4497 km
- Gemiddelde snelheid: 28,658 km/u
- Aantal deelnemers: 150
- Aantal uitvallers: 95

## Deelnemers, favorieten en weersomstandigheden
Voor de Ronde van Frankrijk van 1909 meldde zich een recordaantal deelnemers. Er gingen 150 renners in Parijs van start. Tot de favorieten werden gerekend de winnaar van 1905 Louis Trousselier, de nummer twee van de vorige Tour François Faber, Octave Lapize en Gustave Garrigou. De winnaar van de beide vorige edities, Lucien Petit-Breton, verscheen niet aan de start. West-Europa werd op dat moment geteisterd door een noodweer. De wegen waren regelmatig herschapen in modderpoelen en daardoor bijna onbegaanbaar. Veertien dagen lang werd de koers door de weersomstandigheden bemoeilijkt.

## Wedstrijdverloop
Hoewel de renners vreselijk moesten afzien had één man blijkbaar geen last van al die ellende. François Faber, die in 1908 al met de tweede plaats zijn klasse had getoond, leek wel een man van een andere planeet. In zijn zwart-gele katoenen trui met blote armen en met een slijkbril voor de ogen, ging hij er op los. De Luxemburgse reus lachte om de ontketende natuurelementen en verpletterde al zijn tegenstanders.
De eerste etappe verliep nog vrij rustig, maar toen was het weer ook nog redelijk. De Belg Cyrille Van Hauwaert won deze rit in een sprint vóór François Faber. 's Nachts brak er echter een hevige storm los, die het weer volledig deed omslaan. IJzige wind, slagregens en bijtende koude teisterden het peloton en in dit weer voelde François Faber zich in zijn element. Al vrij snel na de start ontvluchtte Faber het peloton. Pas aan de finish in Metz zag de meute hem weer terug. De jonge Octave Lapize kwam 33 minuten later als tweede binnen. Faber had flinke klappen uitgedeeld, maar hij was nog lang niet aan het einde van zijn latijn. Ook de volgende dagen geselde de regen voortdurend het peloton. Faber deerde dat niet en hij won zo 5 ritten op rij, allen met een grote voorsprong. Het deelnemersveld was onder de mokerslagen van de Luxemburger sterk uitgedund. Op aandrang van zijn ploegleider en de organisatie deed Faber het daarna wat kalmer aan. De krachtmens Faber was volgens zijn tijdgenoten in staat geweest om anders alle ritten met voorsprong te winnen. Een renner, die zó tegen regen en koude bestand was, die zó spotte met alle atmosferische moeilijkheden, dat was nog nooit voorgekomen.
In de resterende ritten zou de strijd zich dus vooral toespitsen om de tweede plaats. Gustave Garrigou had de beste papieren, maar hij kreeg toch nog vrij onverwacht af te rekenen met Jean Alavoine. Ondanks twee ritzeges kon Alavoine de ervaren en sluwe Garrigou niet van de tweede plaats verdringen. De eindzege van François Faber kwam geen enkel moment meer in gevaar.

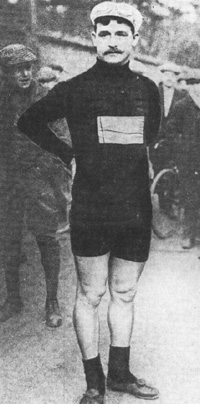
François Faber, winnaar van de Tour 1909.

## Belgische en Nederlandse prestaties
In totaal namen er 5 Belgen en 0 Nederlanders deel aan de Tour van 1909.

### Belgische etappezeges
- Cyrille Van Hauwaert won de eerste etappe in Roubaix en veroverde hiermee de leiding in het klassement. Een dag later moest hij deze afstaan aan François Faber.

### Nederlandse etappezeges
- In 1909 waren er geen Nederlandse etappezeges.

## Etappeschema
| Etappe | Start    | Aankomst | Afstand | Winnaar              | Algemeen klassement  |
| ------ | -------- | -------- | ------- | -------------------- | -------------------- |
| 1      | Parijs   | Roubaix  | 272 km  | Cyrille Van Hauwaert | Cyrille Van Hauwaert |
| 2      | Roubaix  | Metz     | 398 km  | François Faber       | François Faber       |
| 3      | Metz     | Belfort  | 259 km  | François Faber       | François Faber       |
| 4      | Belfort  | Lyon     | 309 km  | François Faber       | François Faber       |
| 5      | Lyon     | Grenoble | 311 km  | François Faber       | François Faber       |
| 6      | Grenoble | Nice     | 345 km  | François Faber       | François Faber       |
| 7      | Nice     | Nîmes    | 345 km  | Ernest Paul          | François Faber       |
| 8      | Nîmes    | Toulouse | 303 km  | Jean Alavoine        | François Faber       |
| 9      | Toulouse | Bayonne  | 299 km  | Constant Menager     | François Faber       |
| 10     | Bayonne  | Bordeaux | 269 km  | François Faber       | François Faber       |
| 11     | Bordeaux | Nantes   | 391 km  | Louis Trousselier    | François Faber       |
| 12     | Nantes   | Brest    | 321 km  | Gustave Garrigou     | François Faber       |
| 13     | Brest    | Caen     | 415 km  | Paul Duboc           | François Faber       |
| 14     | Caen     | Parijs   | 251 km  | Jean Alavoine        | François Faber       |